# ۴۶ (میلادی)
سال ۴۶ میلادی یک سال رایج بود که از روز شنبه در تقویم ژولیانی آغاز می‌شد. در آن زمان، این سال به عنوان سال کنسولی آسیاتیکوس و سیلانوس شناخته می‌شد. نامگذاری سال ۴۶ میلادی برای این سال از اوایل قرون وسطی، زمانی که تقویم آنو دومینی به روش رایج در اروپا برای نامگذاری سال‌ها تبدیل شد، مورد استفاده قرار گرفته است.

## رویدادها
بر اساس مکان
امپراتوری روم
- سکونتگاهی به نام سِلیه (امروزه سومین شهر بزرگ کشور اسلوانی) در دوران کلاودیوس امپراتور روم، به حقوق شهرداری دست یافته و با نام لاتینی «شهرداری کلاودیوسی سلیه» (municipium Claudia Celeia) نامیده شد.
- منطقه دوبروجا (در مرز رومانی و بلغارستان) جزو استان رومی موئسیا (محدوده صربستان و بلغارستان امروزی) شد.
- یک سرشماری نشان می‌دهد که بیش از ۶،۰۰۰،۰۰۰ شهروند رومی وجود دارد.
- پس از مرگ پادشاهش، تراکیه به یک استان رومی تبدیل شد.[۱]
- رم و مرز شمال شرقی آن توسط جاده دانوب دوباره به هم متصل می‌شوند.[۲]

آسیای مرکزی
- خشکسالی و هجوم ملخ‌ها استپ‌های مغولستان را درنوردید و باعث قحطی و شورش در شیونگنو شد.[۳]

## زادروزها
- پلوتارک، تاریخ نگار یونانی (تاریخ تقریبی)

## درگذشتگان
- مارکوس وینیسیوس، کنسول و فرماندار روم (متولد حدود 5 قبل از میلاد)[۴]

- رومتالکس سوم، پادشاه مشتری رومی تراکیه (قتل)

- سرویوس آسینیوس سلر، سیاستمدار رومی (اعدام شد)

## نوشته‌ها
- پامفیلیوس اسکندریه‌ای کتابی شامل مجموعه‌ای از زبانزدهای کم استفاده می‌نویسد.